# Fred Graham
Fred Graham (Springer, 26 ottobre 1908 – Scottsdale, 10 ottobre 1979) è stato un attore e stuntman statunitense.

## Biografia
Si esibì in decine di film e serie televisive fin dagli anni '30. Giocatore di baseball semiprofessionista, Graham apparve principalmente in film western, eseguendo acrobazie e recitando tra gli altri al fianco di John Wayne. Recitò al fianco di Wayne in diversi film con il regista John Ford. Interpretò piccoli ruoli in due film di Alfred Hitchcock, in particolare La donna che visse due volte (1958), nei panni dell'agente di polizia che muore nella famosa scena di apertura mentre cerca di aiutare James Stewart. Continuò a lavorare nel cinema fino agli anni '70.

## Filmografia parziale

### Cinema
- Angels in the Outfield, regia di Clarence Brown (1951)
- Verso il Far West (Overland Pacific), regia di Fred F. Sears (1954)
- La donna che visse due volte (Vertigo), regia di Alfred Hitchcock (1958)

### Televisione
- Roy Rogers (The Roy Rogers Show) – serie TV (1951)
- Steve Donovan, Western Marshal – serie TV, episodio 1x13 (1955)
- Broken Arrow – serie TV (1956)
- Gunsmoke – serie TV, episodio 2x38 (1957)
- Climax! – serie TV, episodio 3x22 (1957)
- The Restless Gun – serie TV, episodi 1x15-1x21 (1957-1958)
- 26 Men – serie TV, episodio 1x18 (1957)
- Have Gun - Will Travel – serie TV, episodio 1x39 (1958)
- Shotgun Slade – serie TV, episodio 1x02 (1959)
- The Texan – serie TV, 4 episodi (1959-1960)
- Lo sceriffo indiano (Law of the Plainsman) – serie TV, episodio 1x27 (1960)
- Not for Hire – serie TV, episodio 1x32 (1960)
- Gli uomini della prateria (Rawhide) – serie TV, episodio 4x07 (1961)
- Surfside 6 – serie TV, episodio 2x22 (1962)